# Душко Костић (активиста)
Душко Костић (хрв. Duško Kostić; Бели Манастир, 1984) је хрватски активиста за права Рома.

## Биографија
Рођен је 1984. године у Белом Манастиру, где је завршио средњу школу 1992. Као представник ромске националне заједнице за Бели Манастир 2005. учествовао је на државном семинару о Малом Лошињу и тамо сазнао за погодности Рома у образовању. Као први стипендиста завршио је школовање на Свеучилишту Јосипа Јураја Штросмајера у Осијеку у Декади инклузије Рома. Добитник је Студентске награде за мир за 2011. годину, за своје залагање за права Рома. Тада, као и данас, радио је на изграђивању мостова и разумевања између различитих етничких група у Хрватској, кроз образовање и образовни рад. Награда се додељује у име свих студената у Норвешкој. Докторске студије на истом факултету уписао је 2020. године. 
У сарадњи са својим професором објавио је сликовницу „Црвенкапица” на једном од два ромска дијалекта, што је прво такво издање у Хрватској. Оснивач је и председник Удружења ромског пријатељства „Луна”, који пропагира сарадњу и повезивање Рома са другим националним мањинама и Хрватима. На пола радног времена запослен је у Центру за мир Осијек, на пројекту „Волонтери у изградњи мира и заједнице”. Године 2012. био је иницијатор прве Библиотеке алата у Хрватској која промовише еколошке вредности и интеграцију Рома и смањује друштвене неједнакости. Заједно са Мајом Брус Немет радио је на укључивању Рома у образовни систем 2014—2015.
Изабран је за председника Савета ромске националне мањине града Белог Манастира 24. јуна 2015.